# Loch Hempriggs
Loch Hempriggs ist ein Süßwassersee in der traditionellen Grafschaft Caithness in der schottischen Council Area Highland. Er liegt im Nordosten der Grafschaft nahe der Nordseeküste rund drei Kilometer südwestlich des Küstenortes Wick.

## Beschreibung
Der See liegt auf einer Höhe von 45 Metern über dem Meeresspiegel. Der annähernd kreisrunde Loch Hempriggs weist eine Länge von 1,2 Kilometern bei einer maximalen Breite von 1,1 Kilometern auf, woraus sich eine Fläche von 88 Hektar und ein Umfang von vier Kilometern ergeben. In den Loch Hempriggs mündet der Burn of Thrumster, der aus dem südwestlich gelegenen Loch of Yarrows abfließt und das Seevolumen von 1.409.096 Kilolitern speisen. Das Einzugsgebiet des Loch Hempriggs beträgt 2139 Hektar. Der verhältnismäßig flache See besitzt eine durchschnittliche Tiefe von 1,6 Metern und eine maximale Tiefe von 2,4 Metern.
Am Ostufer fließt der Burn of Newton ab, der nach kurzem Lauf bei Wick in den Wick mündet, der in Wick in die Nordsee entwässert. Nahe dem Abfluss führt ein Kanal nach Wick, der einst den Wasserbedarf der Whiskybrennerei Pulteney deckte.
In Loch Hempriggs leben Forellen. Des Weiteren finden sich dort Populationen von Enten und Schwänen.